# Тест незаконченные предложения Сакса-Леви

## Для чего эта методика?
Важно: перед началом тестирования экзаменатору необходимо установить контакт с испытуемым, вызвать у него чувство доверия — это является важным условием для получения более искренних и достоверных ответов.
Тестирование по методике Сакса — Леви может проходить как в письменной, так и в устной форме. В первом случае респондент получает бланк или карточку с 60 незаконченными предложениями, где каждое отвечает за один из 15 аспектов (порядок расположения аспектов в тесте может варьироваться): цели (1), отношение к будущему (2), к вышестоящим лицам (3), к коллегам (4), к друзьям (5), к подчиненным (6), к матери (7) и отцу (8), к семье (9), к противоположному полу (10), интимные отношения (11), отношение к своему прошлому (12), страхи и опасения (13), чувство вины (14) и отношение к себе (15). Таким образом, на каждую из тем приходится по 4 незаконченных предложения, которые предлагается дополнить как можно быстрее и в свободной форме. Временные ограничения также действуют, когда тест проводится в устной форме; в таком случае респондентами, как правило, выступают дети дошкольного возраста, инвалиды или пожилые люди, которые по тем или иным причинам не могут писать. При таком формате тестирования ответы фиксируются с помощью диктофона или самим экзаменатором.
Особого внимания заслуживает процедура разъяснения респондентам принципа прохождения теста. Во-первых, важно, чтобы экзаменуемые не обменивались информацией и впечатлениями: все комментарии и ответы на технические вопросы даются каждому в индивидуальном порядке. Во-вторых, экзаменатору запрещается, отвечая на вопрос, давать собственные интерпретации незаконченных предложений, даже если испытуемый отказывается завершать предложение ввиду нехватки опыта — особенность метода заключается в том, что каждый выполняет тест самостоятельно, исходя из собственного представления об окружающем мире и своих поведенческих особенностей.
Примеры незаконченных предложений, взятые из бланка теста Сакса — Леви:
- Мое начальство (3) …
- По сравнению с большинством других семей, моя семья (9) …
- Считаю, что большинство юношей и девушек (10) …
- Когда мне не везет, я (15) …

Методика Сакса — Леви, изначально направленная на учеников старших классов и взрослых, сегодня широко распространена в повседневной практике, в том числе в работе с детьми дошкольного возраста. Для этой категории, однако, анкету слегка видоизменяют: например, убирают группу вопросов, касающихся интимных отношений. Тест незаконченных предложений применяется в клинической психологии, в реабилитационных мероприятиях, где при работе с пациентами принято опускать темы страхов и опасений, чувства вины. Так, в исследовании «Определение трудовой установки больных шизофренией», проведенном И. Д. Даренским и В. Г. Ерофеевой, эти блоки анкеты, в том числе «отношения с отцом», были заменены на «отношение к труду».

## Интерпретация результатов
При анализе результатов теста используется, как правило, количественный метод оценки, по которому эксперт оценивает эмоциональную окраску каждого из ответов респондентов по следующей шкале: ярко выраженное положительное отношение (+2), положительное (+1), нейтральное (0), отрицательное (-1) и чётко выраженное отрицательное отношение к субъекту (-2). В итоге для 15 сфер анкеты выводится суммарный показатель из экспертных оценок каждого из 4 предложений группы.
Кроме того, на практике применяется и качественный метод оценки результатов теста. Он предполагает более подробное изучение ответов той категории скептически настроенных респондентов, которые намеренно отвечают сухими и клишированными формулировками. При качественном методе анализа ответов также учитываются анамнестические данные об испытуемом.
По результатам теста Сакса — Леви экспертам удаётся составить психологический портрет респондента и определить те сферы его общественной и личной жизни, взаимодействия с окружающим миром, в которых превалируют положительные, отрицательные или нейтральные установки. С помощью теста можно также выявить наличие у испытуемого склонности к психическим расстройствам. Например, Г. Г. Румянцев, первым апробировавший метод незаконченных предложений в советской патопсихологии, утверждал, что тест выявляет характеристики, которые свойственны больным шизофренией.

## Критика
Тест незаконченное предложение Сакса — Леви, в основе которого лежит концепция проективных методик и методе свободных ассоциаций, широко используется в клинической и повседневной практике и, по мнению многих исследователей и экспертов, является эффективным средством для выявления проблем индивидуального и межличностного характера, внутренних переживаний, а также склонности к болезням, связанным с нервным расстройством. Однако у метода есть ряд недостатков.
Алексей Пахомов, кандидат психологических наук и преподаватель РУДН, в работе «Методика „незаконченные предложения“ Сакса — Леви как учебное пособие» обозначил ряд негативных сторон теста. Во-первых, неоднозначные формулировки некоторых из вопросов теста могут подтолкнуть респондента к использованию не конкретных личностных установок и категорий, а абстрактных понятий, имен и фамилий знакомых ему людей, клише и устойчивых речевых форм, фактической информации — всего, что затрудняет последующий анализ ответов и составление психологического портрета испытуемого. Во-вторых, необходимо максимально адаптировать тест под конкретные категории респондентов для более полного понимания ими формулировок, а следовательно — для более глубоких и честных ответов. В-третьих, по законам психометрии каждый из 15 секторов должны иллюстрировать 9 незаконченных предложений, а не 4. В противном случае полученный характер (положительное, отрицательное и нейтральное отношение) установок по секторам оказывается недоработанным.